# 台25線
台25線（たいにじゅうごせん）は、高雄市鳳山区から同市林園区に至る台湾省道であり、「鳳林公路（ほうりんこうろ）」の別称で呼ばれる。

## 概要
- 全長：18.275Km
- 起点：高雄市鳳山区（台1線及び県道183線の交差地点）
- 終点：高雄市林園区（台17線の交差地点）
- 経由地：

## 歴史
| 年 | 月日 | 事跡 |
| -- | ---- | ---- |

## 通過する自治体
- 高雄市
  - 鳳山区 - 大寮区 - 林園区

## 接続する道路
- 高速道路
  - 大寮IC
  - 鳳寮IC（計画中）